# Overeind
De Overeind is een weg in het Nederlandse dorp Schalkwijk, gemeente Houten. Nagenoeg over zijn volle lengte van 2,7 kilometer is het een parallelweg van de Provincialeweg.  De Provincialeweg en de Overeind tellen tientallen huizen, boerderijen en andere bouwwerken die aangemerkt zijn als rijksmonument of gemeentelijk monument van Houten.
Beide wegen lopen parallel aan het Amsterdam-Rijnkanaal, dat enkele honderden meters noordelijker ligt. Aan de oostkant sluit de Provincialeweg aan op de Lekdijk aan de Utrechtse kant van de Lek. Iets verderop, op de kruising met de Pothuizerweg en de Zuwedijk begint de Overeind. De wegen worden gescheiden door een vaart, de Schalkwijkse Wetering. Zijstraten zijn er niet, maar wel verschillende verbindingsbruggetjes tussen de wegen. De wegen en de wetering vormen de as van een slagenverkaveling.
Net ten oosten van Schalkwijk takt de Overeind zich af naar het zuiden en loopt na driehonderd meter dood. Deze tak vormde een verbinding met Kasteel Schalkwijk, maar wordt nu geblokkeerd door de spoorlijn Amsterdam – Maastricht.
Brink ·
Jonkheer Ramweg ·
Overeind ·
Provincialeweg